# Jennifer Martins
Jennifer Martins (Toronto, 31 de enero de 1989) es una deportista canadiense que compitió en remo. Ganó cuatro medallas en el Campeonato Mundial de Remo entre los años 2013 y 2018.

## Palmarés internacional
| Campeonato Mundial | Campeonato Mundial        | Campeonato Mundial | Campeonato Mundial |
| Año                | Lugar                     | Medalla            | Prueba             |
| ------------------ | ------------------------- | ------------------ | ------------------ |
| 2013               | Chungju (Corea del Sur)   | Medalla de bronce  | Ocho con timonel   |
| 2015               | Aiguebelette (Francia)    | Medalla de bronce  | Ocho con timonel   |
| 2017               | Sarasota (Estados Unidos) | Medalla de plata   | Ocho con timonel   |
| 2018               | Plovdiv (Bulgaria)        | Medalla de plata   | Ocho con timonel   |